# Sauvagney
Sauvagney és un municipi francès situat al departament del Doubs i a la regió de Borgonya - Franc Comtat. L'any 2007 tenia 156 habitants.

## Demografia

### Població
El 2007 la població de fet de Sauvagney era de 156 persones. Hi havia 60 famílies de les quals 12 eren unipersonals (4 homes vivint sols i 8 dones vivint soles), 24 parelles sense fills i 24 parelles amb fills.
La població ha evolucionat segons el següent gràfic:
Habitants censats

### Habitatges
El 2007 hi havia 65 habitatges, 60 eren l'habitatge principal de la família, 3 eren segones residències i 2 estaven desocupats. 62 eren cases i 3 eren apartaments. Dels 60 habitatges principals, 50 estaven ocupats pels seus propietaris, 9 estaven llogats i ocupats pels llogaters i 1 estava cedit a títol gratuït; 3 tenien dues cambres, 7 en tenien tres, 7 en tenien quatre i 43 en tenien cinc o més. 55 habitatges disposaven pel capbaix d'una plaça de pàrquing. A 27 habitatges hi havia un automòbil i a 29 n'hi havia dos o més.

### Piràmide de població
La piràmide de població per edats i sexe el 2009 era:
| Homes | Edats   | Dones |
| ----- | ------- | ----- |
| 0     | 95 o +  | 0     |
| 0     | 90 a 94 | 0     |
| 0     | 85 a 89 | 0     |
| 4     | 80 a 84 | 4     |
| 4     | 75 a 79 | 4     |
| 0     | 70 a 74 | 4     |
| 0     | 65 a 69 | 8     |
| 8     | 60 a 64 | 0     |
| 0     | 55 a 59 | 4     |
| 0     | 50 a 54 | 0     |
| 0     | 45 a 49 | 0     |
| 4     | 40 a 44 | 12    |
| 12    | 35 a 39 | 4     |
| 8     | 30 a 34 | 0     |
| 12    | 25 a 29 | 4     |
| 4     | 20 a 24 | 8     |
| 4     | 15 a 19 | 4     |
| 12    | 10 a 14 | 4     |
| 8     | 5 a 9   | 4     |
| 0     | 0 a 4   | 4     |

## Economia
El 2007 la població en edat de treballar era de 99 persones, 76 eren actives i 23 eren inactives. De les 76 persones actives 68 estaven ocupades (37 homes i 31 dones) i 8 estaven aturades (1 home i 7 dones). De les 23 persones inactives 5 estaven jubilades, 11 estaven estudiant i 7 estaven classificades com a «altres inactius».

### Ingressos
El 2009 a Sauvagney hi havia 65 unitats fiscals que integraven 164 persones, la mediana anual d'ingressos fiscals per persona era de 16.393 €.

### Activitats econòmiques
Dels 3 establiments que hi havia el 2007, 1 era d'una empresa de construcció, 1 d'una empresa immobiliària i 1 d'una empresa de serveis.
L'únic servei als particulars que hi havia el 2009 era una fusteria.
L'any 2000 a Sauvagney hi havia 5 explotacions agrícoles.

## Poblacions més properes
El següent diagrama mostra les poblacions més properes.